# Raphia obsoleta
Raphia obsoleta là một loài bướm đêm trong họ Noctuidae.